# Корчак, Иван Иванович
Иван Иванович Корчак (23 ноября 1914 — 1 марта 2005) — советский и украинский юрист, председатель Государственного арбитража при Совете Министров УССР (1967—1987), заслуженный юрист УССР.

## Биография
Родился 23 ноября 1914 года года в Одессе.
В 1940 году окончил Одесскую юридическую школу, в 1949 г. — юридический факультет Львовского государственного университета.
С марта по май 1940 г. — исполняющий обязанности помощника прокурора уголовно-судебного отдела прокуратуры Одесской области, затем с мая 1940 по июль 1941 года работал исполняющим обязанности начальника судебно-гражданского отдела той же прокуратуры.
В сентябре — октябре 1941 г. — следователь оперативной группы при Прокуратуре СССР.
С октября 1941 по сентябрь 1943 — прокурор уголовно-судебного отдела прокуратуры Новосибирской области.
Начальник следственного отдела прокуратуры Ровенской области с ноября 1943 г. по сентябрь 1952 г.
В течение 1952—1960 гг. — прокурор Волынской области.
С сентября 1960 по август 1967 — заместитель Прокурора УССР.
С 1967 г. по 1987 г. занимал должность Председателя Государственного арбитража при Совете Министров УССР.
Умер в возрасте 90 лет 1 марта 2005 года. Похоронен вместе с семьей на Байковом кладбище Киева (участок № 49б).

## Деятельность в арбитраже
По инициативе и активному участию Ивана Корчака (а также Станислава Буткевича, Дмитрия Притыка) органы государственного арбитража были выведены из прямого подчинения Совета Министров УССР и реорганизованы в самостоятельные органы, решения которых по делам были окончательными и не подлежали пересмотру органами управления.
Возглавляя 20 лет Государственный арбитраж при Совете Министров УССР, а впоследствии Государственный арбитраж УССР, активно способствовал созданию экономического потенциала республики.
Непосредственно участвовал в разработке и подписании конвенций по правовым основам безопасности государства. Возглавлял правительственные делегации на многих международных конгрессах, симпозиумах и встречах .

## Награды
- За заслуги в укреплении экономики республики и авторитета Украинской ССР на международной арене награждён двумя орденами «Знак почета» (1967, 1971), орденом Трудового Красного Знамени (1976), орденом Дружбы народов (1981).
- Заслуженный юрист УССР (1985).